# Прейри-Айленд
Прейри-Айленд (англ. Prairie Island Indian Community) — индейская резервация сиуязычного племени мдевакантоны, расположенная в юго-восточной части штата Миннесота, США.

## История
В договоре от 15 октября 1851 года племена мдевакантоны и вахпекуте уступили большую часть своих земель в Миннесоте правительству США, вдоль реки Миннесота для них, вместе с сиссетонами и вахпетонами, была создана индейская резервация. Она занимала территорию шириной около 30 км и длиной 110 км. Резервация была разделена на два агентства — Аппер-Су, где разместились сиссетоны и вахпетоны, и Лоуэр-Су, в котором были поселены мдевакантоны и вахпекуте.
В 1862 в агентстве Лоуэр-Су индейцы подняли восстание из-за отсутствия продовольствия — американские власти перестали выплачивать им аннуитетные платежи за продажу их земель и они не могли приобрести необходимые продукты питания у белых торговцев. После подавления восстания не только повстанцы, но и санти агентства Аппер-Су и виннебаго, не участвовавшие в нём, были изгнаны из Миннесоты, а их резервации ликвидированы.
Индейская резервация Прейри-Айленд была создана 20 мая 1886 года. Министерство внутренних дел США купило землю и передало её в доверительное управление племени. Около 120 акров было куплено на острове Прейри для безземельных мдевакантонов, проживающих в штате Миннесота. Последующие приобретения земли в соответствии с ассигнованиями Конгресса США и Законом о реорганизации индейцев расширили границы резервации.
Признанное на федеральном уровне племя потеряло много земель резервации из-за требований двух крупных федеральных проектов XX века. Корпус инженеров Армии США был уполномочен Конгрессом построить шлюз и плотину № 3 вдоль реки, чтобы улучшить навигацию. Позже федеральное правительство разрешило строительство в 1973 году атомной электростанции Прейри-Айленд поблизости.

## География
Резервация расположена вдоль реки Миссисипи в основном в северо-восточной части округа Гудхью, примерно в 10 км к северу от города Ред-Уинг и в 47 км к юго-востоку от столицы штата Сент-Пола. Небольшой участок Прейри-Айленд находится в юго-восточной части округа Дакота.
Общая площадь резервации, включая трастовые земли (11,42 км²), составляет 13,82 км², из них 10,37 км² приходится на сушу и 3,45 км² — на воду. Административным центром резервации является невключённая территория Уэлч.

## Демография
По данным федеральной переписи населения 2010 года, в резервации проживало 217 человек.
Согласно федеральной переписи населения 2020 года в резервации проживало 310 человек, насчитывалось 82 домашних хозяйства и 115 жилых домов. Средний доход на одно домашнее хозяйство в индейской резервации составлял 51 500 долларов США. Около 39,9 % всего населения находились за чертой бедности, в том числе 65,6 % тех, кому ещё не исполнилось 18 лет, и 13,8 % старше 65 лет.
Расовый состав распределился следующим образом: белые — 21 чел., афроамериканцы — 4 чел., коренные американцы (индейцы США) — 248 чел., азиаты — 2 чел., океанийцы — 0 чел., представители других рас — 3 чел., представители двух или более рас — 32 человека; испаноязычные или латиноамериканцы любой расы составили 32 человека. Плотность населения составляла 22,43 чел./км².

## Комментарии
1. ↑  В состав резервации входит часть населённого пункта.